# Segreto statistico
Il segreto statistico è una disposizione volta ad aumentare la qualità dell'informazione statistica eliminando la convenienza a comportamenti opportunistici da parte di chi deve fornire un dato statistico.

## Descrizione
Lo scopo primario non consiste nel tutelare la privacy, come nel caso del segreto d'ufficio o interessi nazionali (come nel caso del segreto di stato) o il corretto svolgimento della vita economica o l'interesse individuale (segreto professionale) o l'ordine pubblico (segreto istruttorio) o altri interessi quali ad esempio la segretezza del voto. Le norme prevedono che il segreto statistico si possa applicare in casi particolari anche a dati aggregati e non solo ai dati individuali. Solitamente sono previste deroghe, quando gli interessi tutelati da tale vincolo soccombono ad altri interessi più rilevanti.
Esso si applica anche contro la volontà del diretto interessato, mentre negli altri casi il diretto interessato vi può rinunciare. Nulla può impedire al diretto interessato di fornire  ad altri di propria iniziativa le stesse informazioni; ciò permette comunque ad egli di fornire informazioni diverse a soggetti diversi, senza che nessuno lo possa verificare. Il motivo è che il diretto interessato potrebbe altrimenti avere convenienza a fornire informazioni non veritiere nella speranza di ricavarne dei vantaggi. Serve anche per incentivare le persone (o le aziende) a rispondere in quanto altre persone (o aziende concorrenti) non vengono a conoscenza delle informazioni fornite. Considerato che la qualità dell'informazione statistica si basa sulla fiducia che l'intervistato o azienda hanno nei confronti di chi lo promette, è evidente che chi garantisce il segreto, deve essere credibile e dunque non solo deve mantenere l'impegno, ma deve evitare qualsiasi comportamento che possa far credere che il segreto promesso non venga mantenuto.

## Nel mondo

### Italia
In Italia il segreto statistico è regolamentato dall'art.9 del d.lgs. 6 settembre 1989 n. 322 (vedasi SISTAN):
Art.9 - Disposizioni per la tutela del segreto statistico
1. I dati raccolti nell'ambito di rilevazioni statistiche comprese nel programma statistico nazionale da parte degli uffici di statistica non possono essere esternati se non in forma aggregata, in modo che non se ne possa trarre alcun riferimento relativamente a persone identificabili e possono essere utilizzati solo per scopi statistici.
2. I dati di cui al comma 1 non possono essere comunicati o diffusi, se non in forma aggregata e secondo modalità che rendano non identificabili gli interessati ad alcun soggetto esterno, pubblico o privato, né ad alcun ufficio della pubblica amministrazione. In ogni caso, i dati non possono essere utilizzati al fine di identificare nuovamente gli interessati.
3. In casi eccezionali, l'organo responsabile dell'amministrazione nella quale è inserito l'ufficio di statistica può, sentito il comitato di cui all'art.17, chiedere al Presidente del Consiglio dei ministri l'autorizzazione ad estendere il segreto statistico anche a dati aggregati.
4.[...]
Il terzo comma dell'art.10 del DL n.281 del 30 luglio 1999
Disposizioni in materia di trattamento dei dati personali per finalità storiche, statistiche o di ricerca scientifica (previsto dalla Legge 675/1996, detta erroneamente Legge sulla privacy), specifica inoltre che
I dati personali trattati per scopi statistici e di ricerca scientifica non possono essere utilizzati per prendere decisioni o provvedimenti relativamente all'interessato, né per trattamenti di dati per scopi di altra natura.
Evidentemente senza prevedere eccezioni nel caso l'interessato potrebbe ricavarne un beneficio. Infatti nello stesso decreto, all'art.7, si può notare come il trattamento per scopi storici preveda una precisazione, ovvero che I dati personali raccolti per scopi storici non possono essere utilizzati per adottare atti o provvedimenti amministrativi sfavorevoli all'interessato, [...], pertanto possono essere usati per adottare provvedimenti favorevoli all'interessato.
Tale differenziazione è piuttosto sensata: i dati storici esistono di già, mentre quelli statistici vengono creati con l'indagine statistica. Inoltre con l'art.7 si stimola la disponibilità da parte degli interessati a fornire dati di rilevanza storica, nel caso questi si aspettino dei vantaggi concreti dalla loro partecipazione.